# Eichicht (Ilmenau)

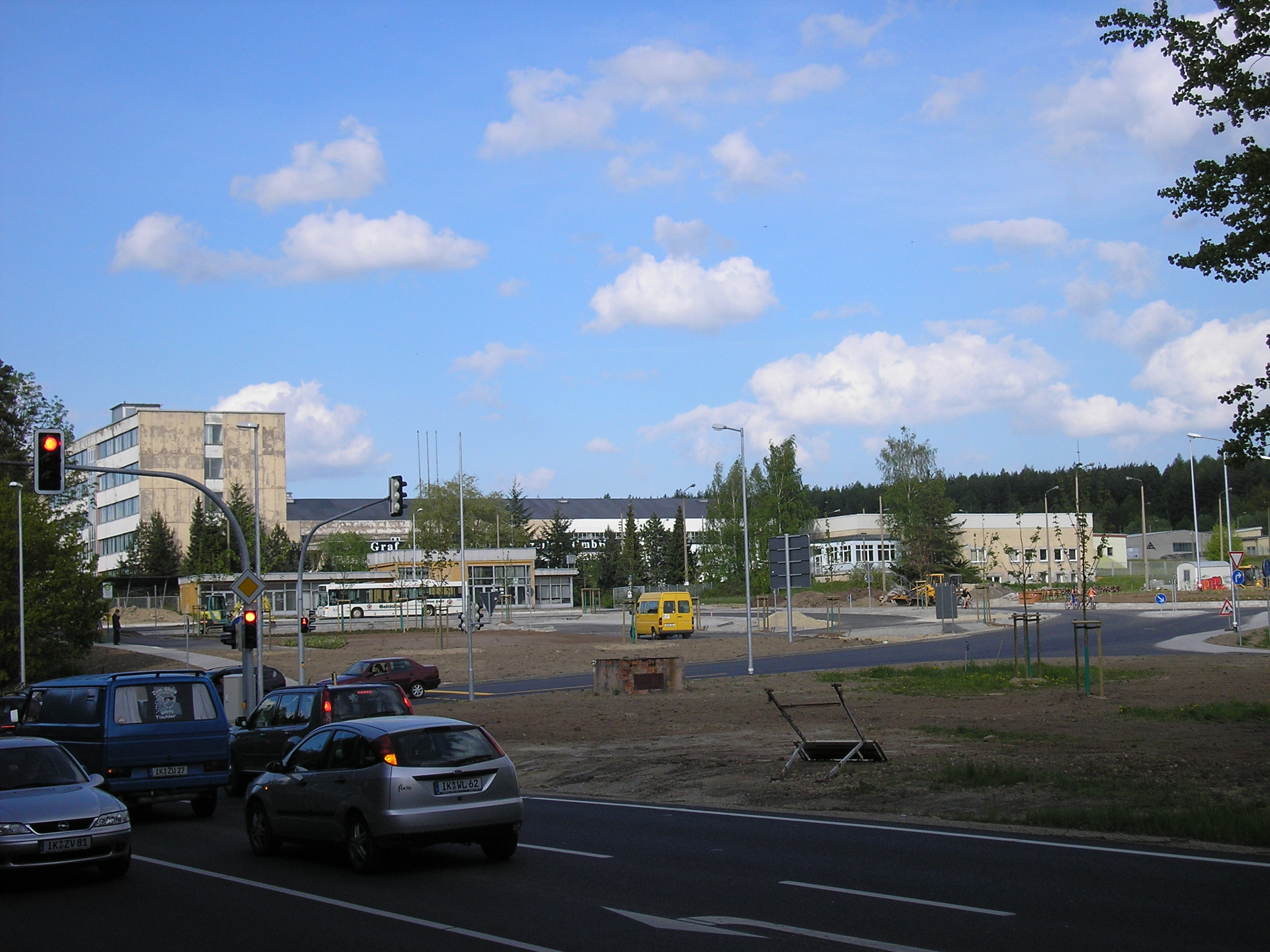
Blick zum ehemaligen Porzellanwerk

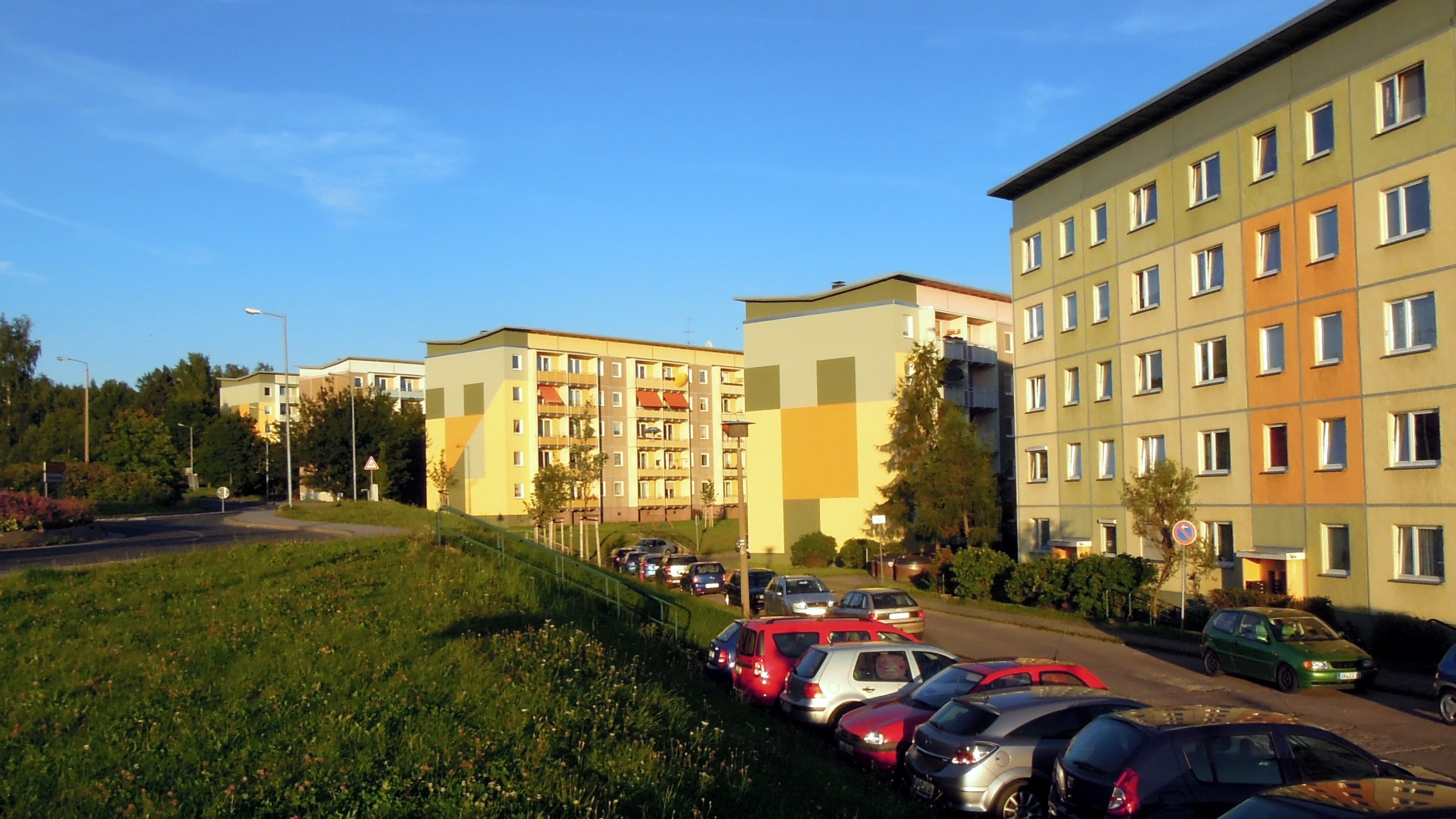
Die fünf Wohnblocks im Eichicht

Das Eichicht ist ein Stadtteil von Ilmenau im Ilm-Kreis (Thüringen).
Das Eichicht liegt etwa zwei Kilometer nordöstlich des Stadtzentrums. Es ist von Kiefern-Mischwald umgeben, in dem einige markante Eichen auf den Ursprung des Flurnamens Eichicht verweisen. Der Straßenname des Wohngebietes lautet: Am Eichicht.

## Geschichte und Wirtschaft
Gegründet wurde das Wohngebiet im Zuge der Errichtung des Neuen Porzellanwerkes Ilmenau (NPI) 1973 als Werkssiedlung. Es besteht aus fünf Wohnblocks, in denen heute noch etwa 500 Einwohner leben. Zu DDR-Zeiten gab es einen Kindergarten, der heute das Integrative Kinderzentrum des Lebenshilfe Ilmenau e. V. ist. Als das Porzellanwerk zu Beginn der 1990er-Jahre die meisten Mitarbeiter entlassen musste, zogen zahlreiche Menschen aus dem Eichicht weg. Aufgrund der später wieder gestiegenen Wohnraumnachfrage, insbesondere durch Studierende der TU Ilmenau, wurden im Jahr 2010 weitere Sanierungsmaßnahmen durch die Ilmenauer Wohnungs- und  Gebäudegesellschaft mbH an den Blöcken begonnen, die einen längerfristigen Erhalt des Wohnungsstandorts erwarten lassen.
Auf dem Gelände des ehemaligen Porzellanwerks finden heute nur noch wenige Menschen Arbeit. Es wurde als Gewerbegebiet ausgewiesen und zahlreiche Werksgebäude stehen leer und sind zu verkaufen. In einem der Gebäude war vorübergehend bis 2008 das Medienzentrum des Institut für Medien- und Kommunikationswissenschaft der TU Ilmenau untergebracht. 
Das Gelände des Porzellanwerks wurde im Frühjahr 2022 an einen Projektentwickler veräußert, der auf diesem „Industrie-, Logistik-, Büro-, Labor- und Gewerbeflächen“ ansiedeln möchte.

## Verkehr
Das Eichicht wird von folgenden Straßen erschlossen bzw. begrenzt:
- B 87 (Ilmenau – Stadtilm), im Stadtgebiet: Bücheloher Straße.
- K43 (Ilmenau – Wümbach), im Stadtgebiet: Am Eichicht.
- K51 (Abzweig B 87 – Langewiesen)

An den ÖPNV ist der Stadtteil durch die Stadtlinien A und B sowie die Linien 305 (Ilmenau–Gräfinau-Angstedt–Gehren) und 311 (Ilmenau–Stadtilm–Kranichfeld) der IOV Omnibusverkehr GmbH Ilmenau angeschlossen. Des Weiteren existiert ein stillgelegtes Werksgleis, welches den Bahnhof Ilmenau mit dem Porzellanwerk verbunden hatte. Gegenüber dem Wohngebiet (auf der anderen Seite der B 87) befinden sich ein Globus-Baumarkt sowie der Gewerbepark am Wald, in dem sich vor allem mittelständische Unternehmen niedergelassen haben.